# Tomsgårdsvej
Tomsgårdsvej er en større vej på Bispebjerg i Københavns Nordvestkvarter. Den forbinder Frederikssundsvej med Frederiksborgvej og strækker sig over omkring 900 meter. 
Vejen er navngivet efter ejendommen Tomsgård, der lå, hvor Tomsgårdsvej krydser Frederikssundsvej. Den blev nedrevet i slutningen af 1930'erne. Vejen blev anlagt fra omkring 1915 med den sydligste del først, som derefter er forlænget i etaper.
Mellem Tomsgårdsvej, Frederikssundsvej og Møntmestervej ligger karéen Tomsgårdshuse, opført omkring 1940 efter tegninger af Andreas Storgaard.
Mod krydset med Frederiksborgvej ligger den 280 m. lange boligkarré Storgården fra 1935, tegnet i funktionalistisk stil af Povl Baumann og Knud Hansen.